# 何塞·安東尼奧·多拉多
何塞·安東尼奧·多拉多（西班牙語：José Antonio Dorado；1982年7月10日—）是一位西班牙足球運動員。在場上的位置是中後衛。他現在效力於西班牙足球甲級聯賽球隊比利亞雷阿爾。他也曾效力於皇家貝蒂斯等球隊。